# Música Urbana
Música Urbana va ser un grup musical de jazz-rock format a Barcelona (Catalunya) el 1976 com un intent de consolidar un tipus de rock propi i relativament independent, emancipat en certa manera de l'anglosaxó. Va tenir una vida curta, però va ser molt influent.

## Estil
El grup va ser una creació del pianista, clarinetista, arranjador i compositor Joan Albert Amargós, qui va estar buscant músics de diferents bandes catalanes, sobretot de la desapareguda Màquina!, un altre grup bàsic, i establint contacte amb ells amb la finalitat de formar un veritable "supergrup".
Música Urbana practicava un jazz-rock, amb aire mediterrani. En la portada del seu primer disc, per suggerir part del rerefons musical, es veu una paret que deixa al descobert pintats al fresc fragments de les partitures de "Les orenetes" (sarsuela primer i òpera després, de José María Usandizaga); "Maruxa" (també primer sarsuela i després òpera de Amadeu Vives); "Goyescas", òpera d'Enric Granados, "Dansa ritual del foc" (música de Manuel de Falla del ballet "L'amor bruixot"); "El barber de Sevilla" (òpera bufa de Gioachino Rossini); "Els pallassos" ("I Pagliacci", òpera de Ruggero Leoncavallo); "La Bohème" (òpera de Giacomo Puccini) i " Aída" (òpera de Giuseppe Verdi). Per la seva banda, el segon disc es diu "Iberia", potser fent al·lusió a la "Suite Iberia" d'Isaac Albéniz i com a declaració d'intencions musicals. En la música de Amargós i els seus companys, en aquests enregistraments, s'adverteix també l'influx de músics forans de jazz-rock i de rock progressiu, entre ells el grup Hatfield and the North. Bona part de la base de Joan Albert Amargós, que en els treballs de Música Urbana tal vegada es percebi millor en el seu segon disc, "Iberia", són les peces de càmera de Paul Hindemith; una de les peces de "Iberia" està dedicada a Hindemith, i de fet hi ha en l'àlbum almenys una cita d'un passatge seu (que tal vegada estigui al seu torn pres de la tradició popular).

## Formacions
La formació per al primer disc de "Música Urbana" va ser:
- Joan Albert Amargós: teclats. Com a instruments secundaris, clarinet, saxo soprano, flauta, trombó...
- Lucky Guri (provinent de Barcelona Traction): teclats.
- Luigi Cabanach (procedent de Màquina!): guitarres.
- Carles Benavent (procedent de Crac i de Màquina!): baix elèctric, contrabaix i mandolina.
- Salvador Font (procedent de Crac i de Màquina!): bateria i percussió.
- Participació d'Aurora Amargós tocant les castanyoles.

Inicialment van formar part de la banda Enric Herrera (Màquina!) als teclats i Emili Baleriola (Crac i Màquina!) com a guitarra. Això suposa que la formació inicial de Música Urbana era la unió de gairebé tots els components de Màquina! al costat de Joan Albert Amargós. Amargós i Benavent volien sorprendre amb el retorn d'Enric Herrera, que no havia tornat a formar part de cap grup des que en 1972 es dissolgués Màquina!. No obstant això, la relació no va donar resultat i tant Herrera com Baleriola van abandonar el grup després dels primers assajos. En substitució d'Enric Herrera entraria Lucky Guri mentre que Cabanach quedaria com a únic guitarra del grup. Més endavant també abandonarien el grup Guri i Cabanach, i s'unirien Jaume Cortadellas (flauta travessera i flautín), Matthew L. Simon (trompeta, fiscorn i onoven, que és un fiscorn en mi bemoll, el contralt de la família del fiscorn) i Jordi Bonell (guitarres).

## Trajectòria
El grup va tenir una curta trajectòria. Impulsat pel segell Zeleste / EDIGSA, vinculat al local Zeleste, de Barcelona, on es va presentar a l'abril del 1976.
De seguida, a més de diversos concerts de promoció del seu primer disc, va fer una altra sèrie d'actuacions acompanyant al cantant Joan Manuel Serrat a la tornada del seu curt exili a Amèrica. El primer d'aquests concerts amb Serrat va ser al Palau Blaugrana i, segons alguns mitjans de comunicació de l'època, va ser una actuació apoteòsica.
Acompanyaven també amb freqüència la cantant Guillermina Motta, amb qui van gravar el 1976 el seu disc Canticel, àlbum de poemes de Josep Carner musicats per Motta amb arranjaments d'Amargós.
Juntament amb personal dels grups Blay Tritono i La Rondalla de la Costa, van fer la música de la pel·lícula de Bigas Luna " Tatuatge", primera aventura del personatge Pepe Carvalho, de Manuel Vázquez Montalbán.
Se'ls va poder veure i sentir en TVE en Els concerts de Popgrama, ocasió en la qual van interpretar en viu material del seu àlbum "Iberia". De vegades actuaven amb el nom de "L'Orquestra del Maestro Bellido".
Van actuar com a Música Urbana en el Festival de Jazz de Sant Sebastià en 1979. En aquesta edició del festival, primer van acompanyar a Jordi Sabatés, sense Amargós i sense bon resultat musical, i a continuació van donar un esplèndid concert ja amb Amargós i el seu material propi, en el qual van incloure una peça de "Tatuatge", la pel·lícula de Bigas Luna. Havien tingut problemes de so amb els sintetitzadors, així que Amargós va emprar solament el piano elèctric Fender Rhodes, la qual cosa els va portar a canviar una mica els arranjaments, amb un feliç resultat basat en unísons de la melodia del piano elèctric, flauta i metall que produïen un timbre mixt molt ben empastat i molt adequat per a les composicions. Pot ser que aquest concert anés la millor sorpresa del festival en aquesta edició de 1979 (juntament amb el dels "afeccionats" alemanys Matthias Frey i Wolfgang Tiepold).

## Discografia

### A nom de Música Urbana
- "Música Urbana" (Zeleste / EDIGSA, UM - 2033). Arranjaments de J. A. Amargós. Gravat en els estudis Gema-2 de Barcelona a l'abril de 1976. Produït per Rafael Moll. Enginyer de so: Joan Sirvent. Disseny de la coberta: Ignasi Borbonet i Claret Serrahima. Fotografia de la coberta: Colita. Reeditat en 1994 per la casa de discos PDI en CD (X 80 - 3331).
  - Personal:
    - Joan Albert Amargós: piano Steinway, piano elèctric Fender-Rhodes, clavicordi elèctric Hohner, sintetitzador Moog, saxo soprano, clarinet, flauta travesera, trombó, xiulada i un instrument de teclat de la casa Logan que produïa una imitació del so de violins (figura com violins Logan).
    - Lluís Cabanach: guitarra Gibson Les Paul Custom i guitarra espanyola.
    - Carles Benavent: baix Gibson, contrabaix, guitarra acústica i imitació vocal del so de la cuica.
    - Salvador Font: bateria, marimbas, gong, resta de la percussió i efectes vocals.
    - Col·laboració de Lucky Guri amb el piano Steinway, el piano elèctric Fender i el sintetitzador Moog.
    - Col·laboració també d'Aurora Amargós amb les castanyoles.

  - Peces:
    - CARA A:
      - "Agost" (J. A. Amargós).
      - "Violeta" (J. A. Amargós).
      - "Vacas, toros i toreros" (J. A. Amargós).

    - CARA B:
      - "Font" (C. Benavent).
      - "Caramels de mel" (J. A. Amargós).
      - "El Vesubio blau" (J. A. Amargós).

- "II" (Zeleste / EDIGSA, 1978). ?

- "Iberia" (RCA, PL - 35177). Gravat en els estudis RCA de Madrid en 1978. Enginyers de so: Carlos Martos (titular) i Luis Delgado (ajudant). Disseny de la carpeta: Claret Serrahima. Oli de la carpeta: "Paul Hindemith". Fotografies de l'interior de la carpeta: Jaume Cortadellas, Carme Enguixa i Matthew L. Simon. Reeditat en 1996 per la casa de discos Nous Mitjans en CD (15 645 CDM).
  - Personal i instrumentario:
    - Joan Albert Amargós: Teclats, saxo alt, saxo soprano, clarinet, clarinet baix i xiulada.
    - Jaume Cortadellas: flautín, flauta travesera i flauta alt (en sol).
    - Mattew L. Simon: trompeta, fliscorno i onoven (fliscorno alt, en mi bemoll).
    - Jordi Bonell: guitarra elèctrica i guitarra espanyola.
    - Carles Benavent: Baix elèctric, mandolina i cuica.
    - Salvador Font: Bateria i percussió.

  - Peces:
    - CARA A:
      - "En bones mans" (J. A. Amargós i C. Benavent). 4'48. Dedicada per Amargós a Benavent.
      - "Invitation au "xiulet"" ("Invitació a la xiulada") (J. A. Amargós). 6'00. Dedicada a Paul Hindemith.
      - "Cercavila de nit" (J. A. Amargós). 3'30. Dedicada a Ígor Stravinskiy.

    - CARA B:
      - "Pasdoble balear" (J. A. Amargós). 8'04. Dedicada a Manuel de Falla.
      - "Vacances perdudes" (J. A. Amargós). 12'06. Dedicada a Jaume Rius.

### En col·lectius i a noms d'uns altres
- Acompanyant a Guillermina Motta:
  - "Canticel" (1976).
- Amb Blay Tritono i La Rondalla de la Costa:
  - "Tatuatge" (Zeleste / EDIGSA, UM - 2037). És la banda sonora de "Tatuatge", de Bigas Luna, amb música arreglada i dirigida per Joan Albert Amargós a partir de peces de Toni Amorós. Disc gravat en els estudis Gema-1 de Barcelona en la tardor de 1976. Producció: Rafael Moll. Enginyer de so: Jordi Vidal. Il·lustració de la portada: Enric Satué. Fotografia de la contraportada: Ole Armengol.
    - Instrumentario i personal:
      - Chifla de afilador: Xavier Batllés.
      - Flauta de bec: Joan Albert Amargós.
      - Flauta travesera: Jaume Cortadellas i Gérard Bouvier.
      - Clarinet: Laura Tàpies.
      - Tenora: Joan Josep Blay.
      - Saxos: Nacho Bedoll, Joan Josep Blay i Joan Albert Amargós.
      - Trompeta i fiscornio: Néstor Munt.
      - Trombó: Vicenç Calvo ("Morgan").
      - Acordió: Víctor Ammann.
      - Piano clàssic, piano elèctric Fender Rhodes, clavicordi elèctric i sintetitzador Moog: Joan Albert Amargós.
      - Violí en pizzicato: Xavier Batllés.
      - Mandolina i cinquè: Xavier Batllés.
      - Guitarra elèctrica: Lluís Cabanach i Ramón Olivares.
      - Guitarra espanyola: Ramón Olivares, Xavier García, Emili Baleriola i Lluís Cabanach.
      - Guitarra clàssica: Lluís Cabanach.
      - Guitarra acústica: Ramón Olivares.
      - Llaüt: Martí Soler i Xavier Batllés. (Martí Soler és germà de Toti Soler).
      - Baix elèctric: Carles Benavent i Xavier Batllés.
      - Contrabaix: Eduard Altaba i Carles Benavent.
      - Glockenspiel: Xavier Batllés.
      - Platerets: Salvador Font.
      - Clau: Joan Soriano i Xavier Batllés.
      - Imitació vocal de la cuica: Carles Benavent.
      - Palmells: Ramón Olivares i Nacho Quixano.
      - Tamborí: Salvador Font i Quino Béjar.
      - Castanyoles: Aurora Amargós.
      - Bongós: Nacho Quixano.
      - Esquellot: Xavier Batllés i Quino Béjar.
      - Tumbadoras: Quino Béjar.
      - Bateria: Salvador Font, Quino Béjar i Joan Soriano.
      - Resta de la percussió: Quino Béjar.

    - Peces:
      - CARA A:
        - "He nascut per revolucionar l'infern".
        - "Barcelona".
        - "Vallvidrera".
        - "Camina, grossa".
        - "Perruqueria Queta" (1ª part).

      - CARA B:
        - "Perruqueria Queta" (2ª part).
        - "Hotel Las Palmas".
        - "Ámsterdam - Barcelona".
        - "Teresa Marsé".
        - "Charo".

- A nom de Feliu Gasull i Joan Albert Amargós:
  - "Feliu i Joan Albert". Feliu Gasull, primer de Amargós, és un guitarrista que en aquells dies tenia un estil semblant al de Toti Soler. En aquest enregistrament, predominen el so del piano i el de la guitarra flamenca.

- Acompanyant a la Voss del Tròpic (Jordi Farràs):
  - "Per la gràcia de Déu" (Ocre, 1977). Sense guitarrista, però amb el percussionista xilè Santa Sales (que havia estat de l'Orquestra Mirasol), i orquestra dirigida per Amargós.

- Acompanyant a Joan Baptista Humet:
  - En un parell de cançons de "Aires de ciment" (Movie Play, 17.1310/5, 1978). Les cançons són "Lúa dónes encobras" (que figura com "Lúa d'as encobras") i "Mala sort". Les dues van ser gravades a l'octubre de 1977 i van tenir com a col·laborador a Feliu Gasull amb la guitarra espanyola (no van participar ni Cabanach ni Bonell). Amargós, a més dels teclats, va tocar el clarinet per a aquests enregistraments.

- Acompanyant a Pi de la Serra:
  - "Pijama de saliva". Producció artística, arranjaments i direcció musical de J. A. Amargós. Gravat en l'estudi Perpiñá a la tardor de 1982. Enginyer de so: J. J. Moreno. Disseny gràfic i fotografies de la coberta: Quim Boix i Josep Casanova / Estudio BCN. Entre el nodrit planter de músics que van participar en aquest enregistrament no figuren tots els components de Música Urbana, però sí Amargós, Cortadellas, Simon i Bonell. Els arranjaments i la instrumentació són del mateix estil que en els discos de la banda i en els seus acompanyaments a Guillermina Motta. Aquest àlbum seria reeditat en el 2007 per la casa Picap en CD (910545-02).
    - Instrumentario i personal:
      - Veus: Pi de la Serra, Montserrat Ros i J. A. Amargós.
      - Xiulada i flauta de bec: Joan Albert Amargós.
      - Flauta travesera: Jaume Cortadellas.
      - Oboè: Albert Julià.
      - Clarinet i saxo soprano: Joan Albert Amargós.
      - Tenora: P. Benítez.
      - Trompetes: Matthew L. Simon.
      - Trompa: Vicens Aguilar.
      - Guitarres: Jordi Bonell (Gibson Johnny Smith, Ramírez, Martin i D 45) i Pi de la Serra (Ovation Adamas i Gibson Johnny Smith).
      - Baix: Sergi Riera.
      - Bateria, percussió i berimbau: Quim Soler.
      - Orquestra de corda. Concertino: Josep Maria Alpiste.

    - Peces:
      - "Maria Joanna" (F. Pi de la Serra).
      - "A poc a poc" (F. Pi de la Serra).
      - "L'últim taxi" (F. Pi de la Serra).
      - "Fortalesa" (Lletra: Ruy Guerra; música: Chico Buarque; traducció: F. Pi de la Serra).
      - "Ai ai!" (F. Pi de la Serra).
      - "De vegades" (F. Pi de la Serra).
      - "Blaus" (F. Pi de la Serra).
      - "Fernanda" (Georges Brassens; traducció: F. Pi de la Serra).
      - "La vida senzilla" (F. Pi de la Serra).
      - "Blasfemari" (F. Pi de la Serra).